# ويلما مانكيلر
كانت ويلما بيرل مانكيلر (18 نوفمبر 1945 – 6 أبريل 2010) ناشطة أمريكية أخصائية بعلم الاجتماع وعاملة في مجال تنمية المجتمعات، تعود أصولها لقبيلة شيروكي. كانت مانكيلر أول امرأة تنتخب لمنصب رئيس قبيلة شيروكي.
ولدت مانكلير في مدينة تاهليكوا في مقاطعة شيروكي بولاية أوكلاهوما الأمريكية، وعاشت، حتى سن الحادي عشر، على الأراضي التي حصلت عليها عائلتها، بموجب قانون دوز، في مقاطعة أداير، وذلك عندما انتقلت عائلتها إلى مدينة سان فرانسيسكو بولاية كاليفورنيا تنفيذًا لبرنامج الحكومة الفيدرالية لإعادة التوطين الهندي لعام 1956. تزوجت ويلما مانكلير، بعد تخرجها من المدرسة الثانوية، رجلًا إكوادوريًا ثريًا، وأنجبت منه ابنتين اثنتين.
انخرطت مانكلير في احتجاجات «احتلال ألكاتراز»، متأثرة بالحركات الاجتماعية والسياسية التي انتشرت في الولايات المتحدة في ستينيات القرن العشرين، وشاركت فيما بعد قبيلة بيت ريفير في كفاحها لرد الأراضي لأصحابها من السكان الأصليين ودفع التعويضات لهم. عملت مانكلير في أوائل سبعينيات القرن العشرين ولمدة خمس سنوات أخصائية اجتماعية، وركزت في عملها بشكل أساسي على القضايا المرتبطة بالأطفال.
عينت مانكلير، بعد عودتها إلى أوكلاهوما في خريف عام 1976، من قبل قبيلة شيروكي بمنصب منسق للتحفيز الاقتصادي. أصبحت مانكلير، معتمدة على خبرتها في إعداد الوثائق، كاتبة عقود ناجحة، وبحلول أوائل الثمانينيات من القرن العشرين، أصبحت مديرة لقسم التنمية المجتمعية لقبيلة شيروكي المنشئ حديثًا. في منصبها هذا صممت مانكلير وأشرفت على مشاريع مجتمعية مبتكرة سمحت لسكان الأرياف بتحديد تحدياتهم الخاصة والمشاركة في حلها. ظهر مشروعها الخاص بمنطقة بيل بولاية أوكلاهوما، في أحد الأفلام، وحصل مشروعها في منطقة كينوود غير المتحدة على شهادة الاستحقاق الوطنية من وزارة الإسكان والتنمية الحضرية.
أُبلغ رئيس قبيلة شيروكي، روس سويمر، بالقدرات الإدارية التي كانت مانكلير تتمتع بها، فعرض عليها الترشح لمنصب نائبه في انتخابات القبيلة لعام 1983. فاز الثنائي بالانتخابات، وأصبحت مانكلير بعدها أول امرأة تشغل منصب نائب رئيس قبيلة شيروكي. في عام 1985، وبعد توليها عملها في الإدارة الفيدرالية لمكتب الشؤون الهندية، تلقت ترقية لمنصب رئيس القبيلة، وبقيت في هذا المنصب حتى عام 1995.
خلال فترة شغلها لمنصب رئيس قبيلة شيروكي، بنت حكومة القبيلة عيادات طبية جديدة، وأنشأت عيادة متنقلة للاعتناء بصحة العيون، وأنشأت مركزًا للخدمات الإسعافية، ووضعت برامج للتعليم المبكر وتعليم الكبار والتدريب الوظيفي. طورت مانكلير مصادر إيرادات القبيلة، بما في ذلك المعامل ومحلات البيع بالتجزئة، والمطاعم، وتمكنت من إعطاء القبيلة حكمًا ذاتيًا يسمح لها بإدارة مواردها المالية.
عندما تقاعدت من عملها في مجال السياسة، عادت مانكلير إلى العمل كناشطة مدنية تعمل على تحسين صورة الأمريكيين الأصليين ومكافحة محاولات الاستيلاء على تراثهم، من خلال تأليف الكتب، بما في ذلك كتاب السيرة الذاتية الأكثر مبيعًا، مانكيلر: رئيسة وشعبها، وإلقاء المحاضرات حول الرعاية الصحية والسيادة القبلية وحقوق المرأة والتوعية بمرض السرطان.
عانت مانكلير، طوال حياتها، من عدة أمراض ومشاكل صحية خطيرة، بما في ذلك داء الكلى متعددة الكيسات، والوهن العضلي الوبيل، وسرطان الغدد الليمفاوية، وسرطان الثدي، واضطرت لإجراء عمليتي زرع كلى. توفيت مانكلير عام 2010 متأثرة بإصابتها بسرطان البنكرياس. كُرمت بعد وفاتها ومنحت العديد من الجوائز المحلية والوطنية بما في ذلك أعلى وسام مدني في البلاد، وسام الحرية الرئاسي.

## بدايات حياتها
ولدت ويلما بريل مانكلير في 18 نوفمبر في مستشفى هاستينغز الهندي في مدينة تاهليكوا بمقاطعة شيروكي بولاية أوكلاهوما الأمريكية لتشارلي مانكلير وكلارا إيرين (كلارا ساتون قبل الزواج). كان والدها شيروكيًا أصيلًا أجبر أسلافه، في ثلاثينيات القرن التاسع عشر، على الانتقال إلى الإقليم الهندي، الذي خصصته حكومة الولايات المتحدة لتوطين الهنود، في سلسلة من عمليات التهجير القسري باتت تعرف باسم درب الدموع. تعود أصول والدة مانكلير، كلارا إيرين، إلى مجموعة من المهاجرين الاسكتلنديين الأيرلنديين والإنجليز استقروا، خلال القرن الثامن عشر، في ولايتي فرجينيا وكارولينا الشمالية، وانتقل أسلافها لأمها إلى ولاية أوكلاهوما في أوائل القرن العشرين من كل من جورجيا وأوركنساس. يشير لقب «مانكيلر» (الترجمة الإنجليزية لكلمة ᎠᏍᎦᏯᏗᎯ (أسغاياديهي) بنظام الكاتبة المقطعي الشيروكي) إلى رتبة عسكرية تقليدية تشبه النقيب، أو الرائد، أو الكاهن الذي له القدرة على الانتقام من الأشخاص عند ارتكابهم الأخطاء معتمدًا على أساليب روحية. للكلمة الشيروكية عدة مرادفات أخرى من بينها أوتاسيتي ووأونتاسيتي. يكتب اسم ويلما، الذي يعني الزهرة، بنظام الكتابة المقطعية الشيروكي بالشكل (A-ji-luhsgi). استقر تشارلي مانكيلر بعد زواجه من إيرين في عام 1937 في أراضي والده، مانكيلر بلاتس، بالقرب من روكي ماونتن في مقاطعة أدير بولاية أوكلاهوما، والتي حصل عليها، في عام 1907، بموجب قانون دوز الذي أصدرته الحكومة الأمريكية كجزء من سياسة الإدماج القسري للشعب الأمريكي الأصلي.
كان لويلما خمسة أشقاء يكبرونها سنًا، لويس دونالد «دون»، وفريدا ماري، وروبرت تشارلز، وفرانسيس كاي، وجون ديفيد. في عام 1948، وعندما كانت ويلما في الثالثة من عمرها، انتقلت العائلة إلى منزل بناه والدها وعمها وشقيقها، دون، على الأراضي المخصصة لجدها، جون. أما أشقاءؤها الذين يصغرونها بالعمر، ليندا جين، وريتشارد كولسون، وفانيسا لو، وجيمس راي، وويليام إدوارد، فقد ولدوا في الأعوام الإثني عشر التي تبعت انتقال العائلة للمنزل الجديد. لم يكن منزل العائلة مخدمًا بالكهرباء، ولم يحتوي على أي توصيلات للمياه، وعاشت العائلة فيه في «فقر مدقع». لتأمين حاجتهم من الغذاء اليومي، عمل أفراد العائلة بصيد الطيور والأسماك، وزرعوا حديقة المنزل بالخضراوات. حتى الصف الخامس، التحقت مانكيلر بمدرسة محلية صغيرة، مكونة من ثلاث غرف فقط، في روكي ماونتن. تحدث أفراد العائلة، بما فيهم والدة ويلما، إيلين، اللغتين الإنجليزية والشيروكية. استخدمت إيلين أكياس الطحين لصنع ملابس أطفالها، الذين ربتهم على التراث الشيروكي، وخزنت الطعام خوفًا من الجوع. التحق أطفال العائلة بالكنيسة المعمدانية، لكنهم كانوا حذرين في التعامل مع المصلين البيض وفي ارتداء أزيائهم، وفضلوا حضور التجمعات الاحتفالية الخاصة بقبيلتهم. علم كبار العائلة أطفالها القصص التقليدية الخاصة بالقبيلة.

### الانتقال إلى سان فرانسيسكو (1956 – 1976)
في عام 1955، تراجعت قدرة العائلة على إعالة أفرادها بشكل كبير مع تزايد حالة الجفاف في المنطقة. كجزء من سياسة إنهاء الخدمة الهندية، قدم قانون إعادة التوطين الهندي لعام 1956 المساعدة للعائلات الأصلية في انتقالها للمناطق الحضرية. قدم وكلاء من مكتب الشؤون الهندية وعودًا بوظائف ثابتة وظروف معيشية أفضل للعائلات التي توافق على الانتقال إلى المناطق الحضرية. في عام 1956، وعندما كانت ويلما في الحادي عشر من عمرها، مُنع والدها، تشارلي، من الحصول على قرض من مكتب الشؤون الهندية، فقرر الانتقال إلى مدينة يتمكن فيها من إيجاد عمل ثابت والحصول على دخل شهري منتظم يمكنه من إعالة أسرته. اختارت الأسرة ولاية كاليفورنيا لأن والدة ويلما، إيرين، كانت تعيش في مدينة ريفيربانك التابعة لمقاطعة ستانيسلاوس في الولاية نفسها. بعد بيع جميع ممتلكاتهم، استقل أفراد الأسرة قطارًا من مدينة ستيلويل في ولاية أوكلاهوما وتوجهوا إلى مدينة سان فرانسيسكو. حصل تشارلي، قبل انتقاله إلى الولاية الجديدة، على تطمينات بإمكانية إيجاد شقق سكنية في سان فرانسيسكو. مع ذلك، لم تتمكن العائلة، بعد وصولها إلى المدينة، من أيجاد أي شقق متاحة للسكن، فباتت العائلة لعدة أسابيع في فندق مزرٍ في حي تندرلوين. استمرت المعاناة المالية للأسرة حتى بعد انتقالها إلى حي بوتريرو هيل حيث وجد والدها وشقيقها، دون، عملًا. انعزلت العائلة عن عاداتها القبلية إلى حد بعيد، لندرة الأمريكيين الأصليين في الحي الجديد.